# 小行星8432
小行星8432（8432 Tamakasuga）是一颗围绕太阳公转的小行星。1997年12月27日，中村彰正在久万高原町发现了此天体。
該小行星以日本相撲力士玉春日良二命名。
这颗小行星的绝对星等为79.59611等。